# الإيرانيون في لبنان
الإيرانيون في لبنان هم السكان من أصول إيرانية المقيمون في لبنان. بعضهم مواطنون لبنانيون وبعضهم مهاجرون أو من أصل إيراني ولدوا في لبنان. يعيش العديد من الإيرانيين في النبطية جنوب لبنان.  يعمل العديد من الإيرانيين في لبنان في تجارة السجاد.

## شخصيات بارزة
- نور أردكاني (2001-)، مغنية، من أصول أردكانية
- سهيل بشرويي (1929-2015)، أستاذ ومؤلف، من أصول بشروية
- مسعود بوروماند (1928–2011)، لاعب كرة قدم إيراني
- مصطفى تشمران (1932-1981)، فيزيائي وسياسي وقائد ومقاتل حرب عصابات إيراني
- موسى الصدر (1928-1978)، فيلسوف لبناني إيراني وزعيم ديني شيعي